# Trophomera ifremeri
Trophomera ifremeri is een rondwormensoort uit de familie van de Benthimermithidae. De wetenschappelijke naam van de soort is voor het eerst geldig gepubliceerd in 2004 door Miljutin.